# Nesomylacris derelicta
Nesomylacris derelicta är en kackerlacksart som beskrevs av Fisk och Gurney 1972. Nesomylacris derelicta ingår i släktet Nesomylacris och familjen småkackerlackor. Inga underarter finns listade i Catalogue of Life.